# Jair Foscarini
Jair Henrique Foscarini (Novo Hamburgo, 12 de outubro de 1956 – ?, 20 de maio de 2014) foi um engenheiro e político brasileiro, filiado ao PMDB.
Foi eleito deputado em três legislaturas: 49ª (1995-1999), com 23.340 votos; 50ª (1999-2003), com 27.352 votos; e 51ª (2003-2007), com 37.444 votos. Em março de 2005 renunciou ao mandato para assumir a prefeitura de Novo Hamburgo, após realização de um segundo pleito no município.